# Ullens Center for Contemporary Art
Pour les articles homonymes, voir Ullens.
Le Ullens Center for Contemporary Art (UCCA), créé par Guy Ullens, est le premier centre artistique privé installé en Chine. Il a ouvert dans l'Espace 798 de Dashanzi à Pékin en novembre 2007.

## Le bâtiment
Composé de deux grandes nefs, il court sur 8 000 m² et est surmonté d’une imposante cheminée emblématique de 34 m de hauteur. De grands portiques de béton soutiennent la structure de la première nef, transformée par les architectes Jean-Michel Wilmotte et Ma Qingyun. Conçue comme un espace ouvert de 1 950 m² où se tiennent des expositions et des performances artistiques, la seconde nef contient des systèmes de rail permettent de moduler l’espace dans lequel la lumière naturelle entre par le toit avant d’être orientée de chaque côté de l’axe central.

## L'organisation

### Direction
Du 1er mars 2008 à décembre 2011, l'UCCA était dirigé par Jérôme Sans, ancien directeur du Palais de Tokyo à Paris et directeur artistique de la Nuit blanche 2006 à Paris.
Jérôme Sans fut ensuite remplacé par Philip Tinari. Le reste de l'équipe artistique est majoritairement constituée de personnalités chinoises.
En février 2011, Guy Ullens jette l'éponge et cherche à se défaire de l'UCCA, se sentant « trop vieux » pour un projet aussi colossal et parfois controversé.

### Programmation
L'UCCA présente ponctuellement des expositions de la collection d’art contemporain chinois de la Guy & Myriam Ullens Foundation basée en Suisse, qui compte aujourd’hui près de 1 300 œuvres. Ce haut lieu de l'art contemporain organise des expositions d'artistes dont la carrière est déjà solidement établie, ainsi que de jeunes talents, chinois ou internationaux. L'UCCA vise à devenir une plateforme d'échange de connaissances à travers des programmes de recherche et d'éducation.